# 松岭山脉
松岭山脉是辽宁省朝阳市中部的一座山脉。山脉高度大多在400至700米之间，最高峰为大黑山，海拔1140.2米。